# Taeniopteryx nebulosa
Taeniopteryx nebulosa — вид веснянок родини Taeniopterygidae. Цей вид мешкає у річках Європи та Західної Азії.

## Опис
Крила та ноги коричневі, тіло темне. Церки самця зверху кулеподібні, самиці 8-9-членникові. Тіло 8-13 мм завдовжки. 2-й членик лапок найкоротший, сягає менше половини довжини 1 або 3 членика.
Крила добре розвунуті, на череві лежать плоско. На верхній третині крила поперечні жилки утворюють Х-подібну фігуру.